# 孙宗濂
孙宗濂（1720年—1763年）。字栗忱，號隱谷，浙江仁和（今杭州）人，清朝中期藏书家、文人。

## 生平
祖籍浙江余姚县横河，是明朝忠臣孫燧之八世孙，七世祖孙升、六世祖孫鑛在明朝皆仕至尚书。孙宗濂年少时就怀有大志，立志向学，每日读书，遇一字之疑问，均穷根追底不舍。乾隆九年(1744年)，考中舉人。入太學，但在京试时未能考取。回浙江考鄉試，屡試不中，于是决意仕途。但其兄孫宗溥却高中乾隆二年丁巳恩科殿試金榜进士，考得第二甲第一名传胪。
孙宗濂生性冷僻，生活上與世俗殊，平时不肯迁就人，但热情好客，一天没有朋友来访就闷闷不乐。在鄉里大行善事，乾隆乙亥浙江闹旱灾，庄稼歉收，孙出粟千石救活灾民。朝中的大官久仰其名，与其友善，将他请到朝中議敘，但高官厚禄并不是孙氏的志操。
孙氏家庭院中有一株大松，其故名藏书楼“壽松堂”，其中收藏有很多珍本秘本，并富藏金石。朝廷開四庫館，其子孙仰曾捐书二百餘種于朝。乾隆帝甚为欢悦，亲自御題《乾道临安志》原本，《御定佩文韻府》等内府图书赠送奖励他，以作表彰。
孙宗濂在钱塘逝世，得年43岁，世人惜之。杭世駿为其作傳，袁枚作墓志铭，二人都是他的同乡兼好友。